# Jokadu
Jokadu é um distrito da Gâmbia.